# MPS-Serie

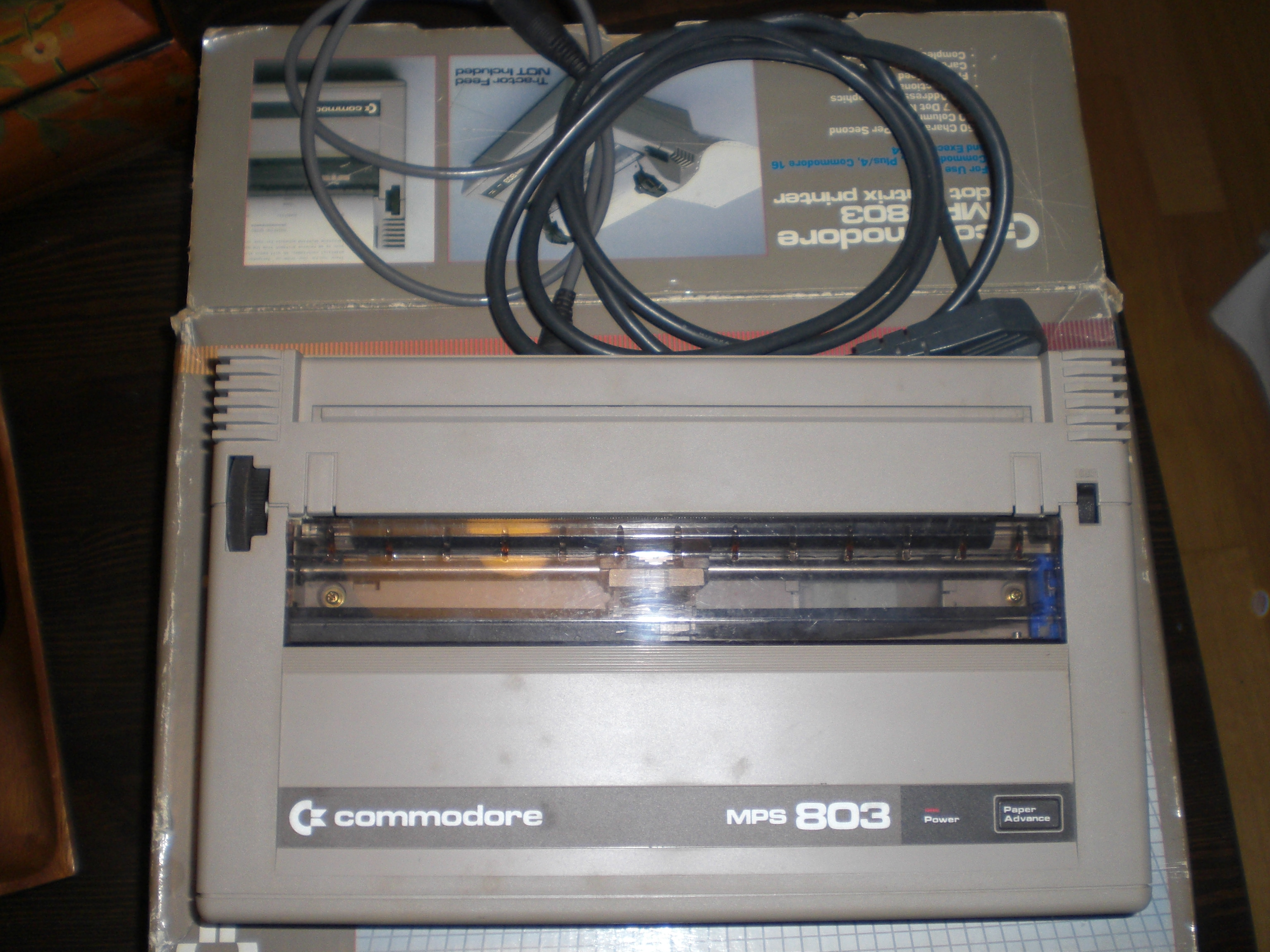
MPS 803

Die MPS-Serie ist eine Reihe von Nadel- und Unihammer-Druckern der Firma Commodore International, gefertigt zu einem großen Teil von Seikosha als OEM.
MPS steht für Matrix Printing Serial. Seriell wegen des Bussystems, über das sie an die Rechner angeschlossen sind; daneben gibt es auch eine MPP-Serie für den Parallelen IEC-Bus der CBM-Rechnerserie. Gedruckt wird mit einer Anordnung von Nadeln, welche die zu druckenden Schrifttypen in Form einer durch die Anzahl der Nadeln festgelegten Matrix auf dem Papier darstellt. Geräte der MPS-Serie gab es mit verschiedenen vertikalen Auflösungen. Das einfachste wies lediglich sieben Punkte auf, was zum Fehlen echter Unterlängen führte. Das Druckbild war durch die somit fehlende Grundlinie des Drucks sehr unruhig und nur schwer zu lesen.
Manche der frühen Modelle der Serie beherrschten nur den unidirektionalen Druck, bei welchem das Druckwerk nur bei der Bewegung von links nach rechts druckt und auf dem Rückweg lediglich einen Wagenrücklauf vollzieht. Spätere Modelle beherrschten aber auch den bidirektionalen Druck – sie konnten sowohl in der Hin- als auch in der Rückbewegung Zeichen zu Papier bringen und waren dadurch beinahe doppelt so schnell. Der Nachteil war oft ein horizontaler Versatz zwischen benachbarten Zeilen.
Geräte, die ein Suffix C (für color) in der Bezeichnung trugen, konnten durch Verwendung eines textilen Farbbands mit vier Farben auch Farbdrucke herstellen. Dabei wurden die vier Komponenten der subtraktiven Farbmischung der Reihe nach innerhalb einer Zeile aufgetragen. Das heißt, eine Zeile wurde bis zu viermal gedruckt.
Hauptvorteil der MPS-Drucker war, dass sie ohne spezielle Schnittstelle an den seriellen CBM-Bus der Commodore-Heimcomputer (unter anderem C64, C128) angeschlossen werden konnten. Außerdem beherrschten sie die Commodore-spezifische Version des ASCII-Zeichensatzes. Die Drucker erhielten am Commodore-Bus meist die Gerätenummer 4. Manche Modelle konnten auch auf eine andere Gerätenummer zwischen 4 und 7 umgestellt werden, so dass mehrere Drucker dieser Serie gleichzeitig angeschlossen werden konnten. 
Zur MPS-Serie gehörten folgende Drucker:
- MPS 801 (Traktorantrieb für Endlospapier)
- MPS 802 (zuerst unter dem Namen 1526, Traktorantrieb für Endlospapier)
- MPS 803 (Einzelblatteinzug, optional Traktorantrieb für Endlospapier)[1]
- MPS 1000
- MPS 1200 (und MPS 1200P)[2]
- MPS 1224C
- MPS 1230
- MPS 1250 (mit 2 Schnittstellen, serielle und parallele)[3]
- MPS 1270 / MPS 1270A
- MPS 1280 (für den australischen Markt)
- MPS 1500 C
- MPS 1550 C
- MPS 2000
- MPS 2000 C
- MPS 2010
- MPS 2020 (für den australischen Markt)
- MPS 2030
- MPS 2100

## Modelle

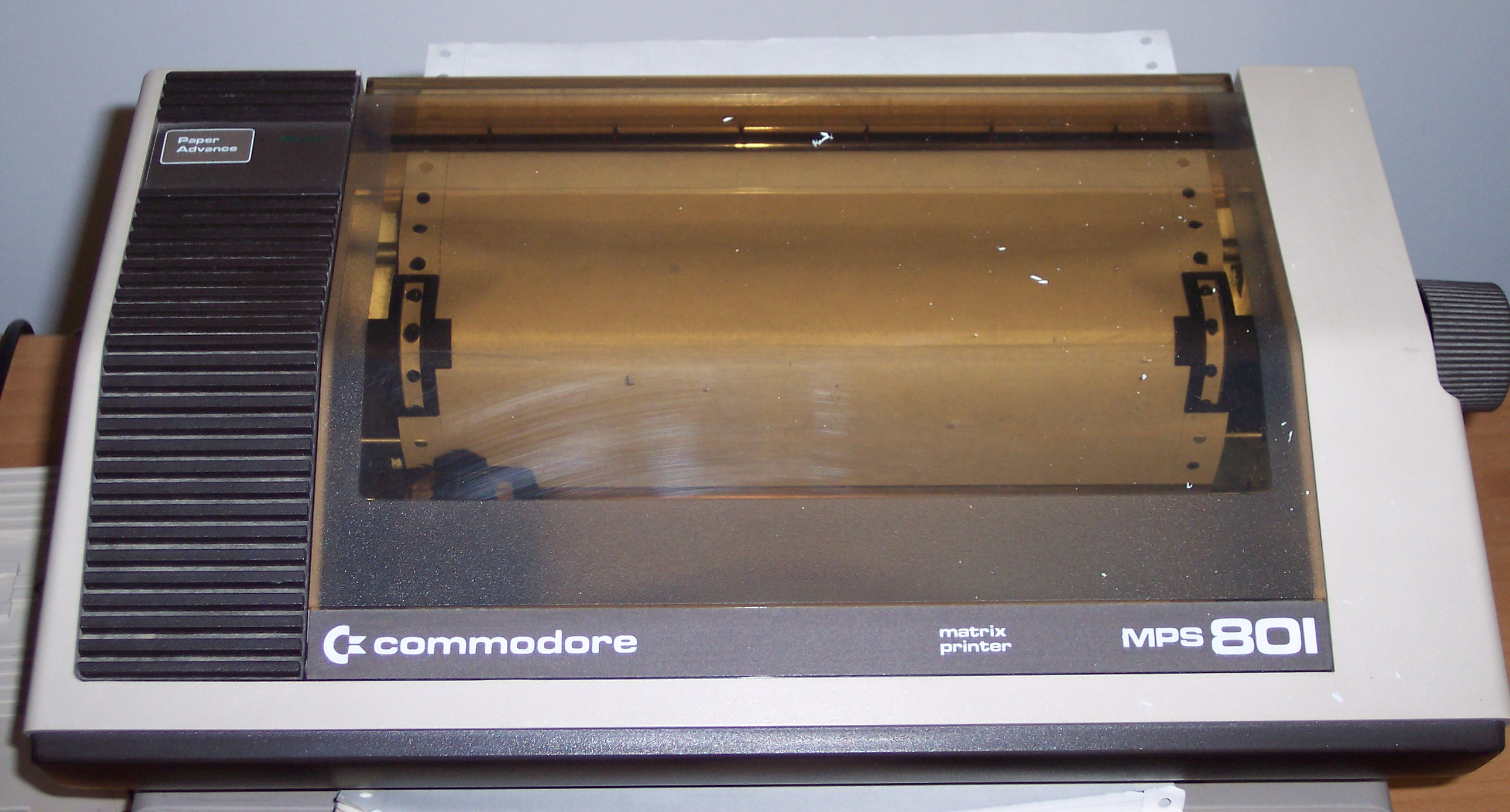
Commodore MPS 801
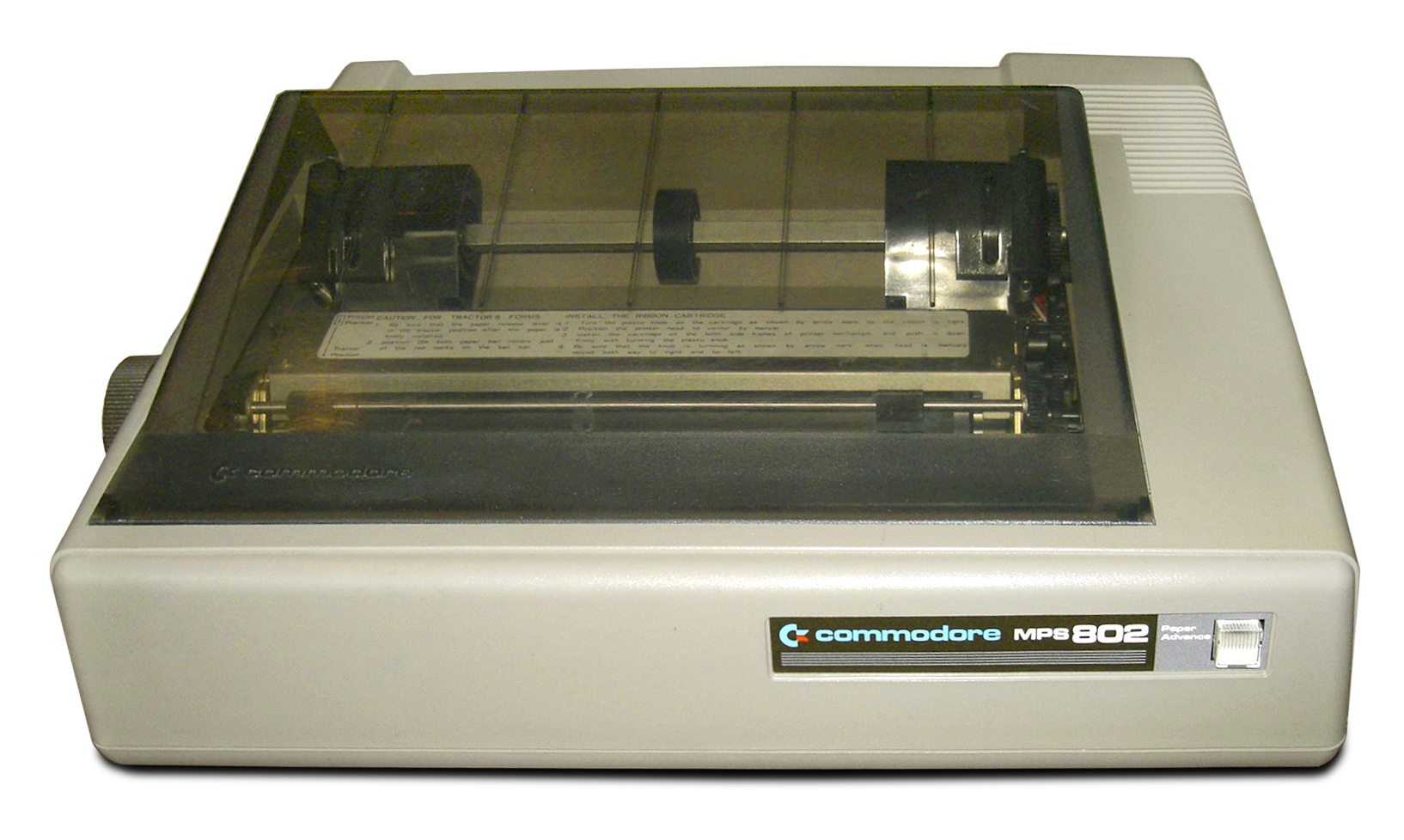
Commodore MPS 802
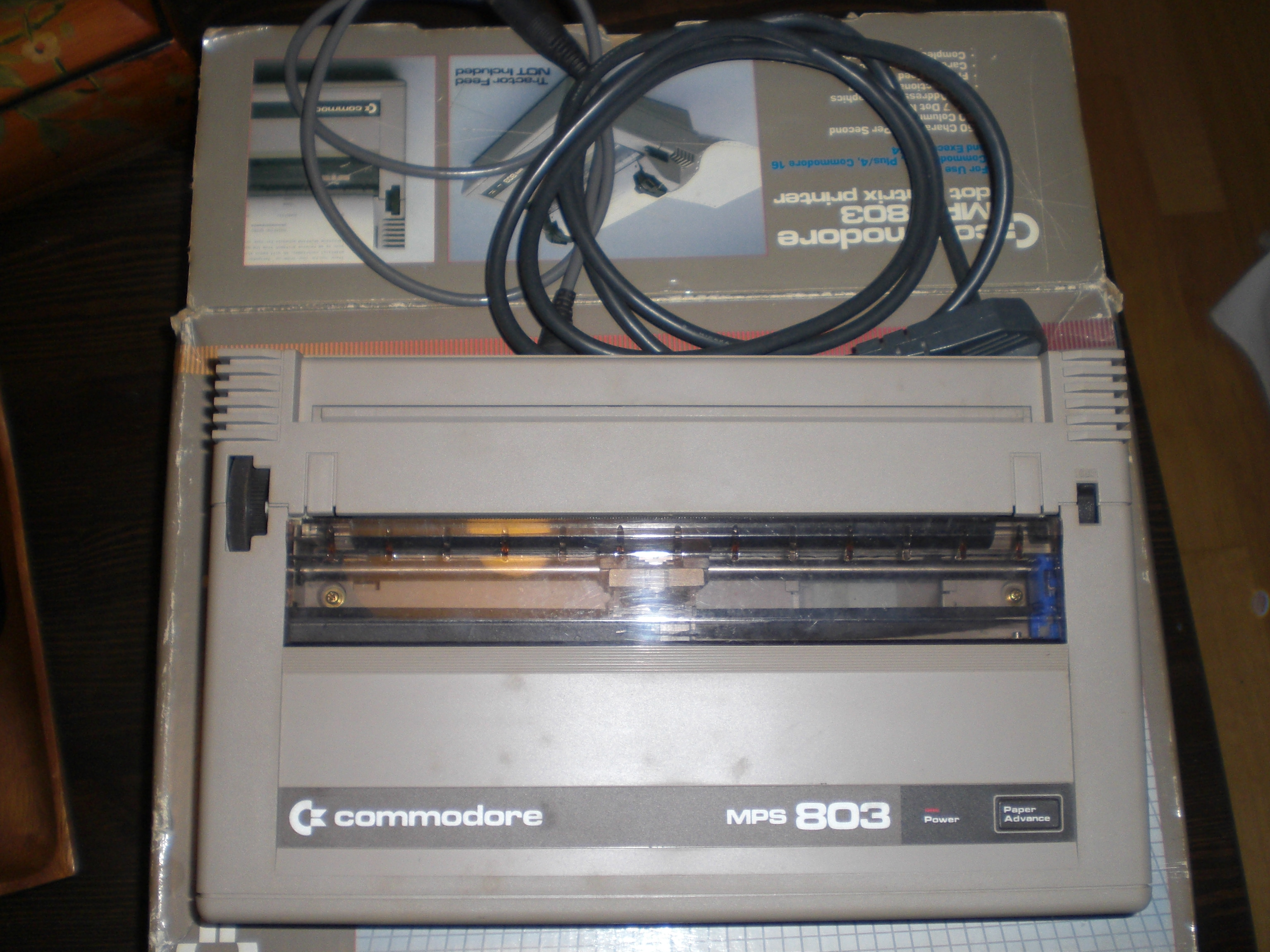
Commodore MPS 803
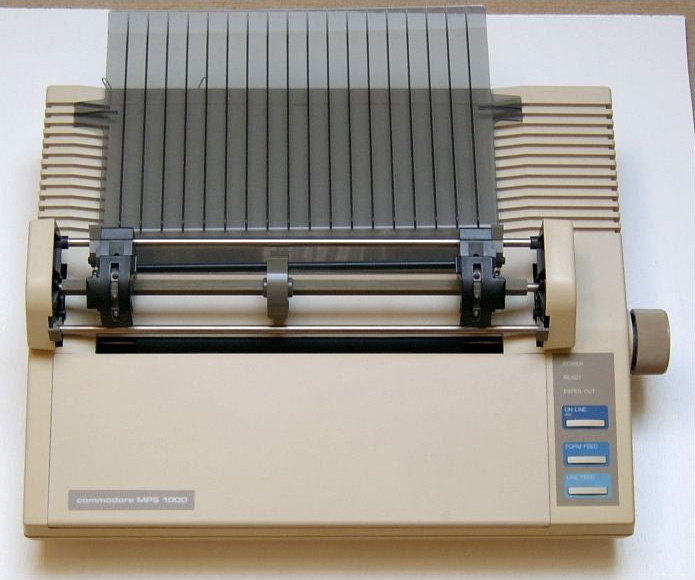
Commodore MPS 1000